# قلعة كرونبورغ
قلعة كرونبورج (بالإنجليزية: Kronborg castle)‏ هي قلعة وحصن تقع في بلدة هيليسينكور، الدنمارك. ذكرها وليام شكسبير في مسرحية هاملت باسم قلعة السينور، وتعتبر قلعة كرونبورغ أحد أهم القلاع في عصر النهضة في أوروبا الشمالية، وفي عام 2000، تمت إضافتها في قائمة مواقع التراث العالمي التابعة لمنظمة اليونسكو.
تقع القلعة في أقصى الطرف الشمالي الشرقي لجزيرة نيوزيلندا في أضيق نقطة في أوريسند، الصوت بين الدانمارك الحالية ومقاطعات السويد الحالية التي كانت أيضًا دانماركية في وقت بناء القلعة. في هذا الجزء، يبلغ الصوت 4 كيلومتر (2.5 ميل) واسعة، ومن هنا جاءت الأهمية الاستراتيجية للحفاظ على التحصين الساحلي في هذا الموقع الذي يقود أحد المنافذ القليلة لبحر البلطيق.
تعود قصة القلعة إلى حصن كروغن الذي بناه الملك إريك السابع في عشرينيات القرن الخامس عشر. إلى جانب قلعة كارنان في هيلسينجبورج على الساحل المقابل لأوريسوند، كانت تسيطر على مدخل بحر البلطيق. من عام 1574 إلى عام 1585، قام الملك فريدريك الثاني بتحويل حصن القرون الوسطى بشكل جذري إلى قلعة رائعة من عصر النهضة. كان المهندسون المعماريون الرئيسيون هم فليمينغز هانز هندريك فان باسن وأنتونيس فان أوبيرجين، في حين تم تنسيق العمل النحتي بواسطة جيرت فان جرونينجن.
في عام 1629، دمر حريق الكثير من القلعة، لكن الملك كريستيان الرابع أعاد بنائها لاحقًا. القلعة أيضا بها كنيسة داخل أسوارها. في عام 1658، حاصر السويديون كرونبورغ وأخذوا العديد من كنوزها الفنية القيمة كغنائم حرب. في عام 1785 لم تعد القلعة مقرًا ملكيًا وتم تحويلها إلى ثكنات للجيش. غادر الجيش القلعة في عام 1923، وبعد تجديد شامل تم فتحها للجمهور.

## تاريخ

### كروجن
مواعيد قصة القلعة مرة أخرى إلى القلعة، كروجن (مضاءة. «هوك»)، الذي بني في 1400s في وقت مبكر من قبل الملك الدنماركي، إريك من بوميرانيا. أصر الملك على دفع مستحقات الصوت من قبل جميع السفن التي ترغب في دخول بحر البلطيق أو مغادرته عبر أوريسند؛ للمساعدة في تنفيذ مطالبه، قام ببناء حصن قوي في أضيق نقطة في منطقة الصوت. في ذلك الوقت، امتدت مملكة الدانمارك عبر جانبي الصوت، وعلى الشاطئ الشرقي كانت قلعة هيلسينجبورج موجودة منذ العصور الوسطى. من خلال القلاعين وسفن الحراسة، كان من الممكن التحكم في جميع الملاحة عبر الصوت.
تم بناء القلعة على أوريكروغ، وهي لسان رملي من الأرض يمتد في البحر من ساحل نيوزيلندا باتجاه ساحل سكانيا. تتكون القلعة من جدار ستارة مربع مع عدد من المباني الحجرية في الداخل. احتوى المبنى الحجري في الزاوية الشمالية الشرقية على مقر إقامة الملك. احتوى المبنى الواقع في الزاوية الجنوبية الغربية على قاعة مأدبة كبيرة مقوسة. ربما كان المبنى في الزاوية الجنوبية الشرقية بمثابة الكنيسة الصغيرة. توجد أجزاء كبيرة من جدران كروجن داخل قلعة كرونبورغ الحالية.
كان للملك كريستيان الثالث زوايا الحائط الساتر التي تم استكمالها بقلاع في 1558-1559.

### فريدريك الثاني كرونبورغ

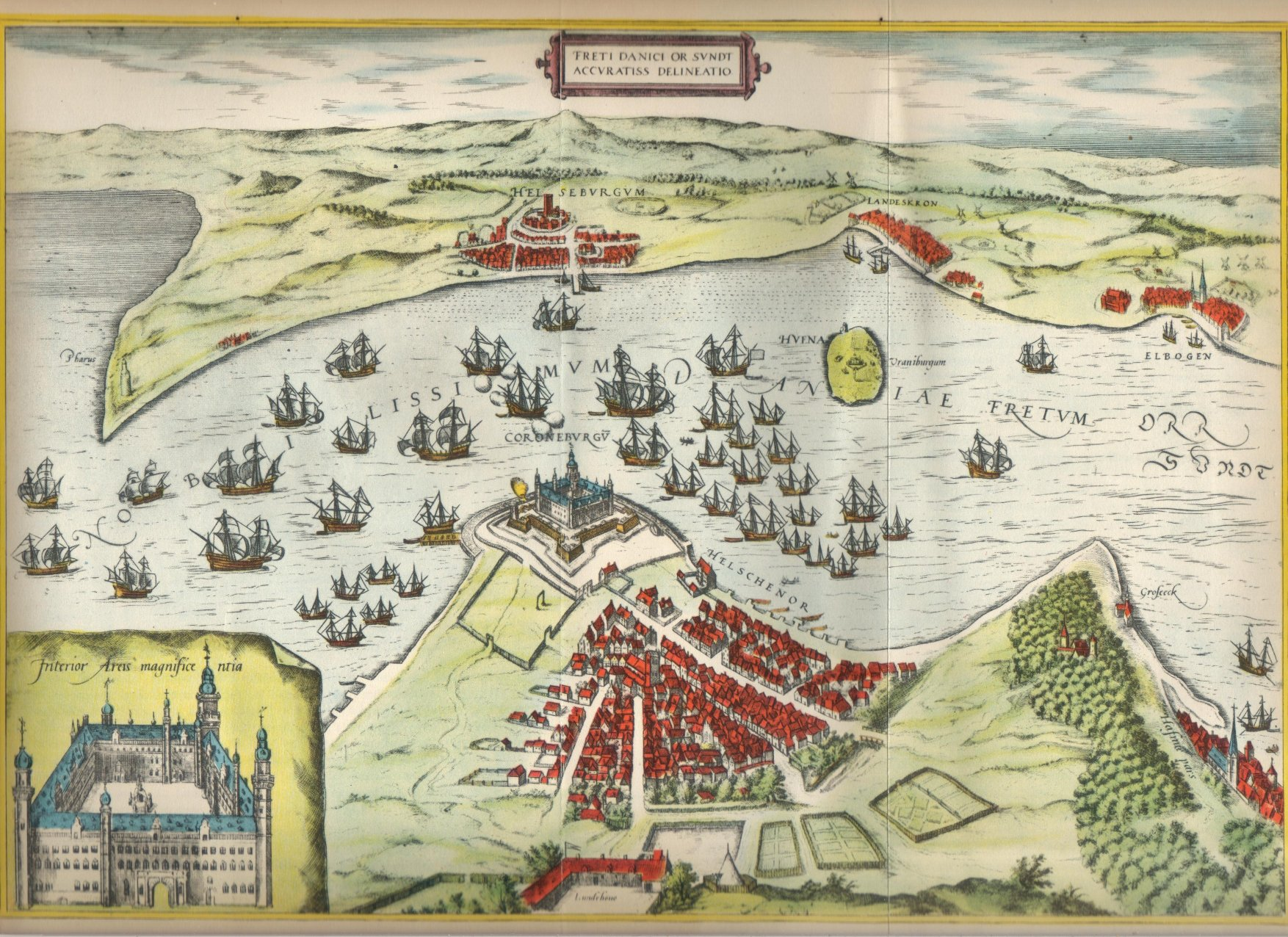
قلعة كرونبورغ وأوريسوند من كتاب الجغرافيا في ثمانينيات القرن الخامس عشر "مدينة العالم"

نتيجة للتطورات في التقنية العسكرية للعصر وتحسين القوة الضاربة للمدفعية، أصبح من الواضح أنه كان من الضروري تحديث تحصينات كروجن. بعد انتهاء حرب السنوات السبع الشمالية في عام 1570، بدأ الملك فريدريك الثاني في توسيع الحصون المتقدمة لتخفيف الجدار الساتر الذي يعود إلى العصور الوسطى. كان المهندس المعماري الرئيسي هو المهندس الفلمنكي هانز هندريك فان باشين واكتملت أعمال التحصين في عام 1577. بعد ذلك، اكتسبت القلعة اسمها الحالي كرونبورغ حيث (تترجم حرفيا. قلعة التاج).
أعيد بناء القلعة نفسها من عام 1574 إلى عام 1585، مع تمديد المباني المنفصلة لكروجين إلى ثلاثة أجنحة متماسكة. تم تجهيز الجناح الشمالي بغرف للملك والملكة ونائباتها وكذلك للمستشارية. في الجناح الجنوبي، تم تجديد مبنى القرون الوسطى في الزاوية الجنوبية الشرقية ككنيسة حديثة مع النوافذ المقببة التي تواجه الكنيسة التي تم الاحتفاظ بها. كان فريدريك راعيًا متحمسًا للمسرح والعازفين في القلعة عندما أقام المحكمة هناك عام 1579.
في البداية، أعيد بناء القلعة على ارتفاع طابقين فقط. ومع ذلك، في عام 1578، كان المهندس المعماري الفلمنكي أنتونيس فان أوبرجين يعمل كمنشئ رئيسي جديد وتم العمل على جعل كرونبورغ أكبر وأكثر روعة. تم تنسيق العمل النحتي بواسطة غيرت فان جرونينجن. كدليل على الطموحات الجديدة، تم زيادة الجناح الجنوبي من طابق واحد وغرفة كرة عملاقة جديدة فوق الكنيسة. بعد فترة وجيزة تم تعزيز الجناحين الغربي والشمالي بطابق واحد. أخيرًا، تم أيضًا زيادة الجناح الشرقي بممر، معرض الملكة، مما سمح للملكة بالمرور المريح من غرفها في الجناح الشمالي إلى غرفة الكرة في الجناح الجنوبي. كانت الجدران الخارجية مكسوة بالحجر الرملي من سكانيا، وتم تزويد القلعة الجديدة بسقف بألواح نحاسية.
أقام جيمس السادس ملك اسكتلندا في القلعة عام 1590 بعد زواجه من آن الدنماركية. أعطى الملك جيمس 2000 دالاس دنماركي من العملات الذهبية للضباط والخدم في القلعة كمكافأة.

### حريق عام 1629

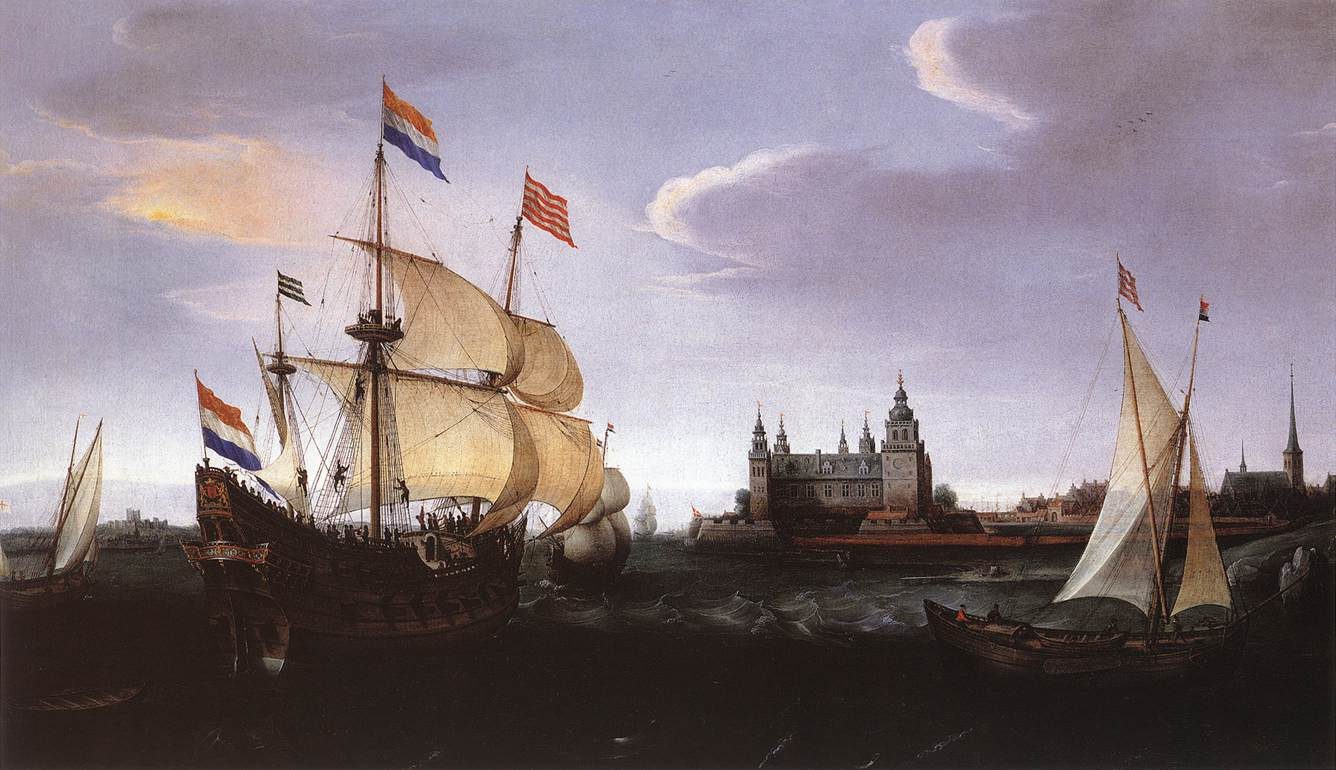
وصول ثلاثة معلم هولندي إلى قلعة كرونبورغ، بواسطة هندريك كورنليش فروم.

في عام 1629، تسبب الإهمال للحظة من قبل اثنين من العمال في اشتعال النيران في الكثير من القلعة في الليل بين 24 و 25 سبتمبر. فقط الكنيسة تم إنقاذها من قوة أقواسها. بذل الملك كريستيان الرابع جهودًا كبيرة لترميم القلعة. بالفعل في عام 1631، كان العمل جارياً بقيادة المهندس المعماري هانز فان ستينوينكيل الأصغر. بحلول عام 1639، الشكل الخارجي - والتي تمشيا مع رغبة الملك أعيد بناؤها دون تغييرات كبيرة - كانت رائعة مرة أخرى، لكن الداخل لم يستعيد مجدها السابق بالكامل. علاوة على ذلك، تم إجراء بعض التحديثات، وتم تجديد البوابات وقطع المداخن ولوحات السقف وغيرها من الزخارف على الطراز الباروكي.

### الفتح السويدي عام 1658

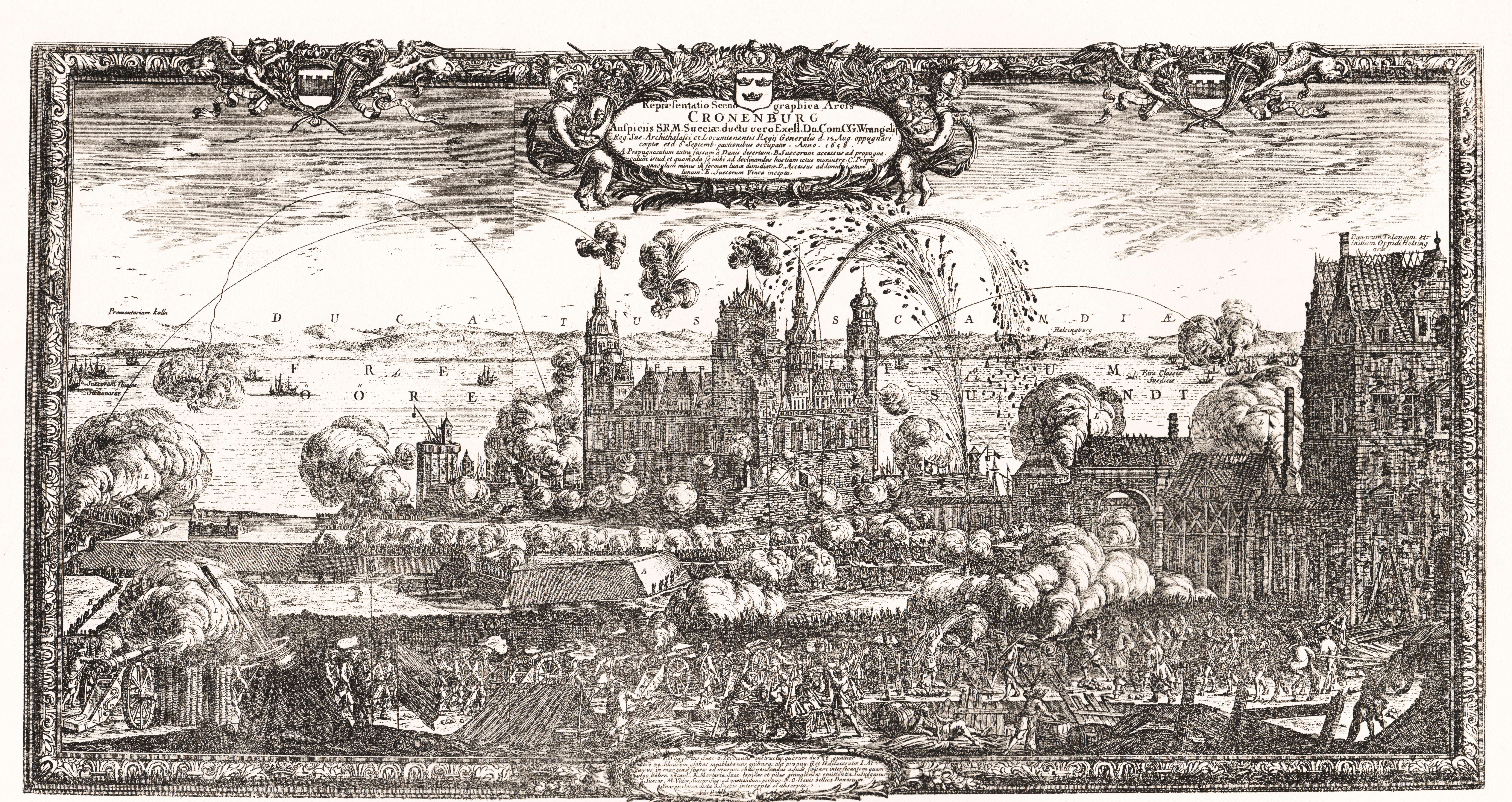
حصار كرونبورج عام 1658

خلال حرب دانو السويدية من 1658 إلى 1660، حوصرت كرونبورغ، وهاجمها وغزاها جيش سويدي بقيادة كارل جوستاف رانجيل. أثناء الاحتلال السويدي، عاشت ملكة السويد، هيدفيغ إليونورا من هولشتاين- جوتورب وأخت الملك السويدي ماريا يوفروسين من بفالز، في كرونبورج، حيث زارهما تشارلز العاشر ملك السويد خلال الحملة واستضافا السفراء الأجانب.
نتيجة للاحتلال السويدي، حُرم كرونبورغ من العديد من أعماله الفنية الثمينة، بما في ذلك النافورة المزخرفة الغنية في فناء القلعة، ومظلة فريدريك الثاني وعدد من لوحات السقف الكبيرة التي طلبها كريستيان الرابع لقاعة الاحتفالات.

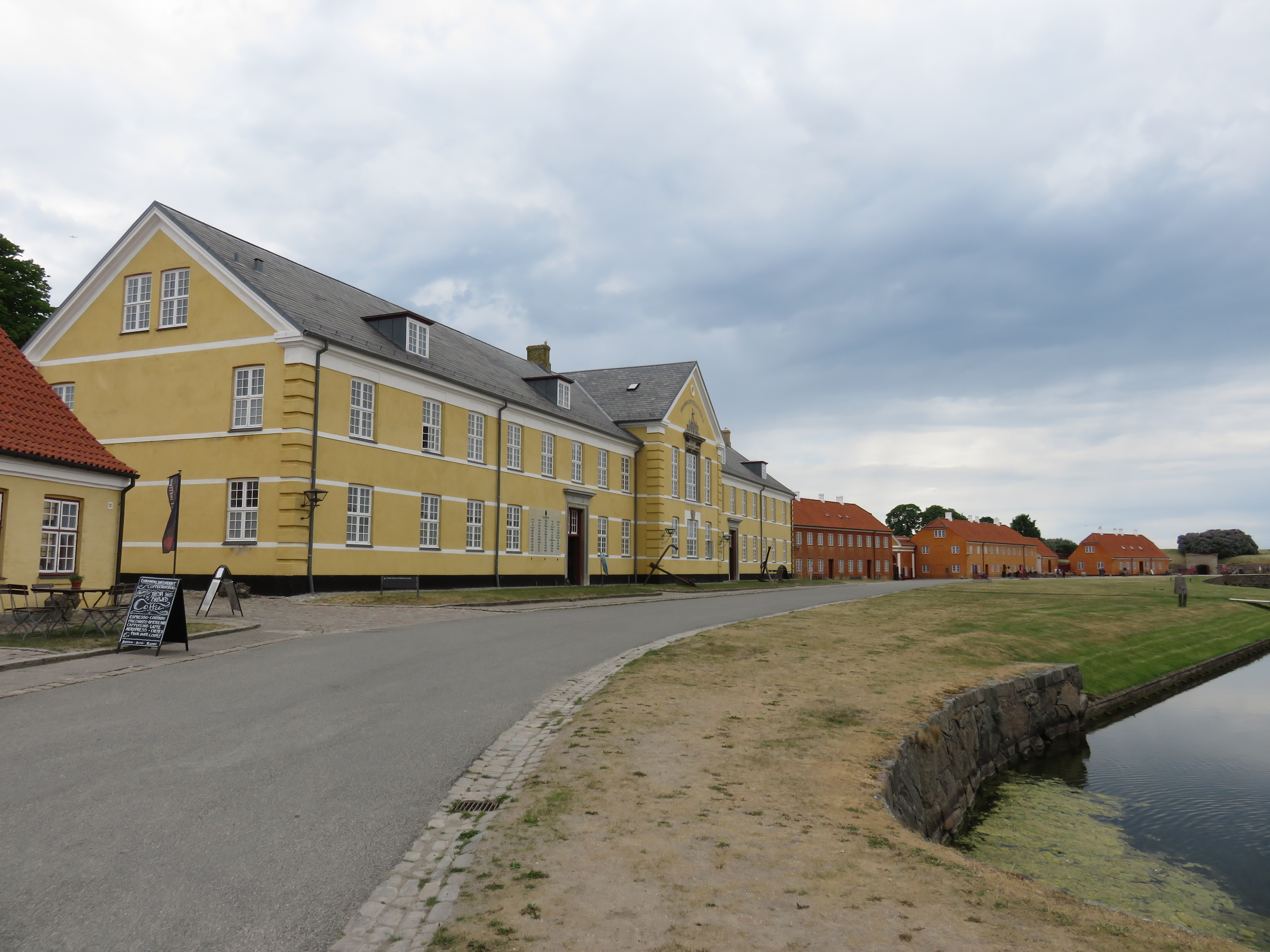
ثكنات عسكرية سابقة على اطراف القلعة عام 2018

### حصن الحامية
أظهر الغزو السويدي لكرونبورغ عام 1658 أن القلعة كانت بعيدة كل البعد عن الحصانة. بعد ذلك، تم تعزيز الدفاعات بشكل كبير. من عام 1688 إلى عام 1690، تمت إضافة خط دفاع متقدم يسمى ولي العهد. بعد ذلك بوقت قصير، تم بناء سلسلة جديدة من الأسوار حولها. بعد اكتمالها، اعتبرت كرونبورغ أقوى حصن في أوروبا.
من عام 1739 حتى عام 1900، تم استخدام كرونبورغ كسجن. كان السجناء تحت حراسة الجنود في القلعة. وقد حكم على المحكومين بالعمل في تحصينات القلعة. تم تقسيم المحكوم عليهم إلى فئتين: فئة المحكوم عليهم بعقوبة «أمينة» ويسمح لهم بالعمل خارج أسوار القلعة. تم تصنيف أولئك الذين يقضون أحكامًا بتهمة العنف أو القتل أو الحرق العمد أو ما شابه ذلك على أنهم «غير أمناء» وكان عليهم أن يقضوا العقوبة الكاملة وهم يقومون بأعمال بدنية شاقة داخل أسوار القلعة. وبخلاف ذلك، فقد أمضوا وقتهم في نفس الظروف: كان عليهم جميعًا ارتداء السلاسل وقضاء الليالي في زنزانات باردة ورطبة. من 17 يناير 1772 إلى 30 أبريل 1772، كان كرونبورغ مكان سجن الملكة كارولين ماتيلد، أخت الملك جورج الثالث، بعد فضيحة علاقتها مع يوهان فريدريش ستروينسي.
مع تضاؤل أهمية كرونبورغ كقلعة ملكية، أصبحت القوات المسلحة تلعب دورًا أكبر. من عام 1785 إلى عام 1922، كانت القلعة بالكامل تحت الإدارة العسكرية. خلال هذه الفترة، تم الانتهاء من عدد من التجديدات.

### الصوت المستحق والتاريخ الحديث
كان على قبطان كل سفينة تبحر عبر المضيق أن يذكر قيمة حمولة السفينة. تم حساب الأموال التي كان يتعين دفعها لملك الدنمارك، والتي تسمى الرسوم المستحقة، اعتمادًا على قيمة الشحنة. كان للملك الحق في شراء البضائع بالسعر الذي حدده قبطان السفينة. منعت هذه السياسة القباطنة من تحديد أسعار منخفضة للغاية. غادر الجيش الملكي الدنماركي القلعة في عام 1923، وبعد تجديد شامل تم افتتاحها للجمهور في عام 1938.

## كرونبورغ اليوم

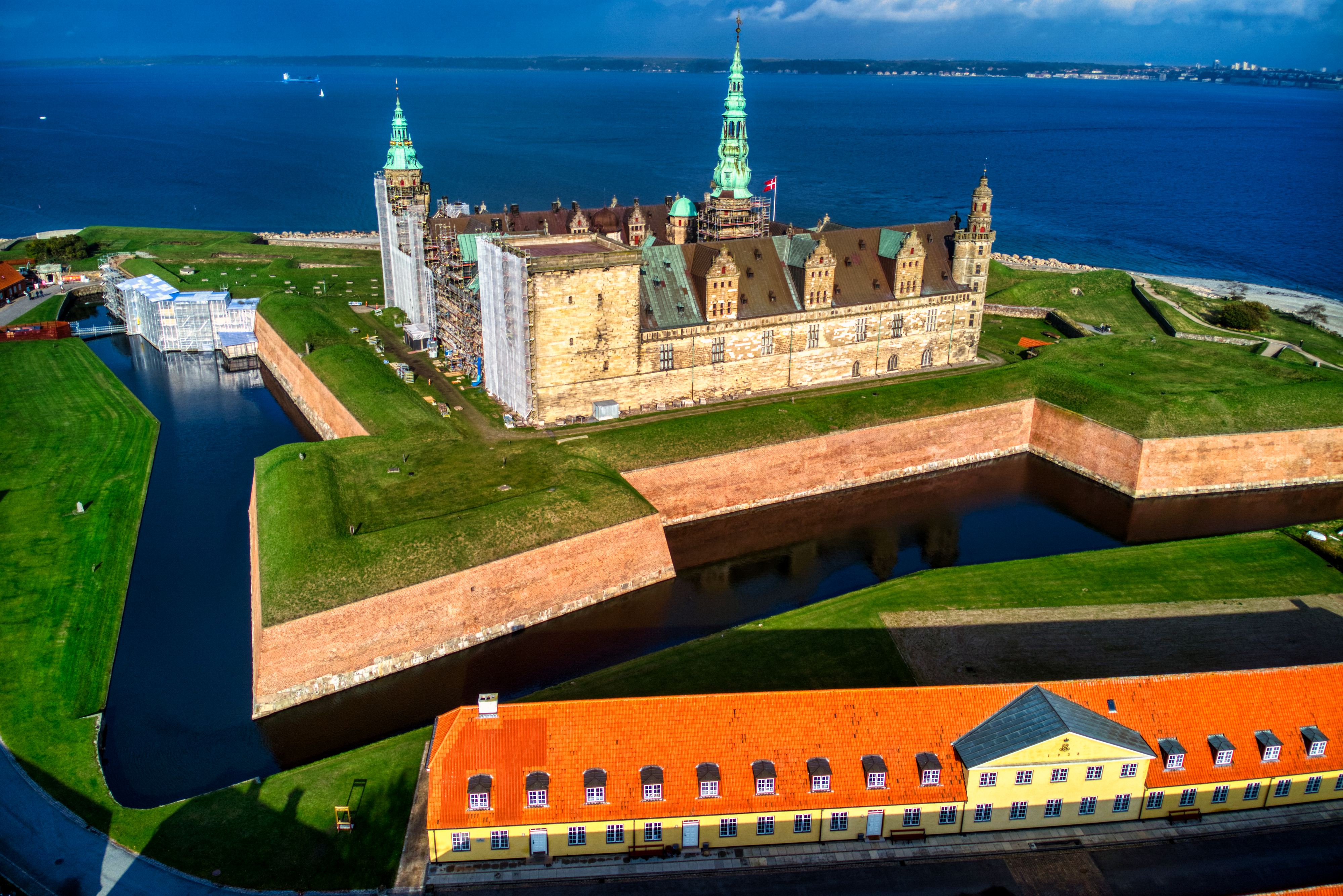
صورة جوية لقلعة كرونبورغ

تقع قلعة كرونبورغ في أقصى الطرف الشمالي الشرقي لجزيرة نيوزيلندا، إلى الشمال الشرقي من المركز التاريخي لمدينة هيليسينكور. تقع على ارتفاع 12 مترًا،  على أرض صغيرة بارزة في أضيق نقطة في أوريسند، الصوت بين جزيرة زيلندا الدنماركية ومقاطعة سكانيا السويدية، والتي كانت أيضًا دنماركية حتى عام 1658. النهج من المدينة إلى الشرق، مع سلسلة من الخنادق والبوابات التي تحمي الطريق من المدينة إلى القلعة نفسها.

### شقق ملكية

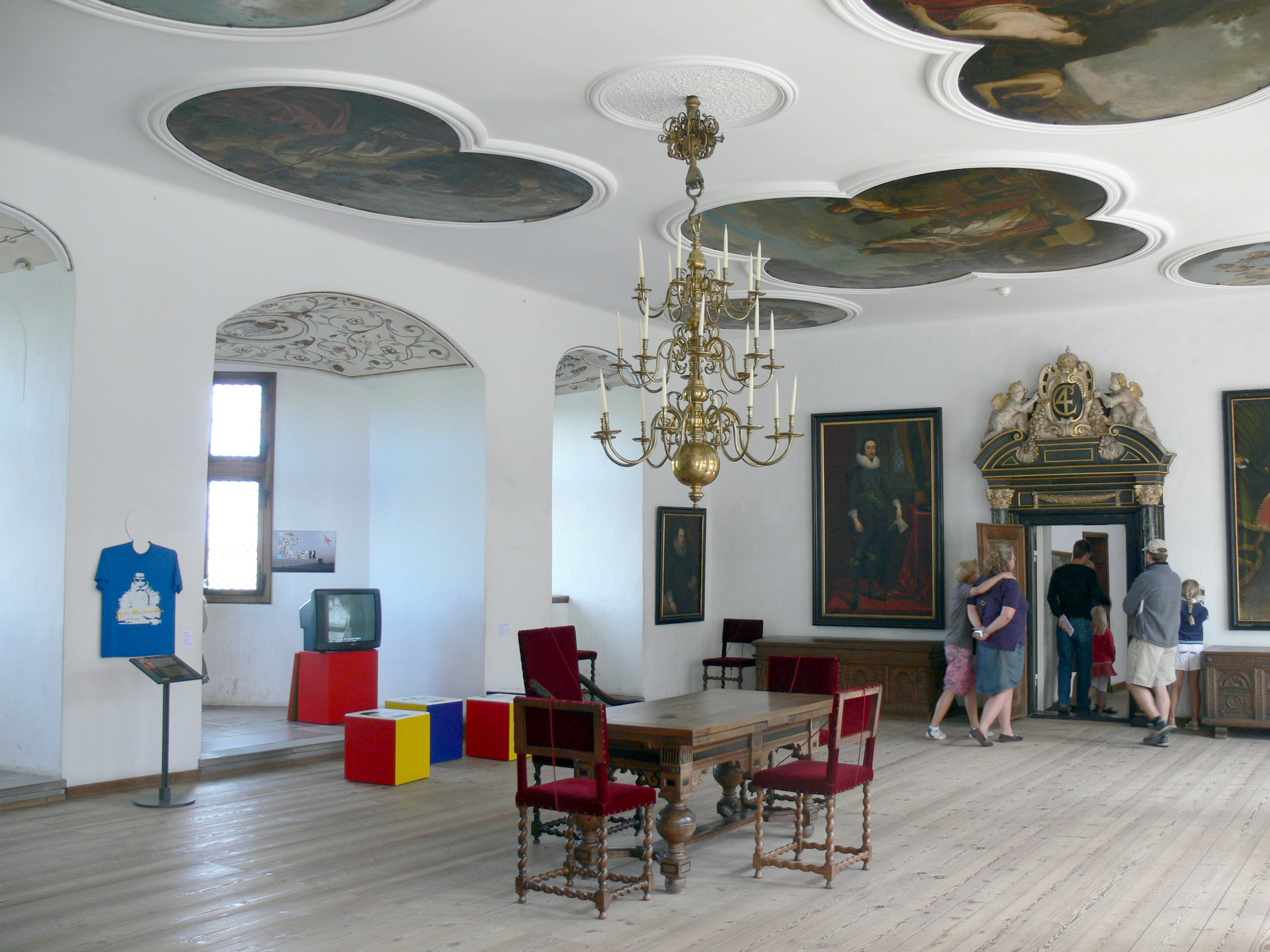
غرفة الملك عام 2008

تقع الشقق الملكية في الطابق الأول من الجناح الشمالي. تم تأثيث الشقق في الأصل من قبل فريدريك الثاني حول 1576، ولكن بعد إطلاق النار في 1629، وكان كريستيان الرابع الشقق إحتاج ومزينة سقف لوحات من الحجر البوابات والمدخنة. وكان طوابق الأصلية المغطى باللون الأسود والأبيض والتي تم استبدالها مع خشبية ألواح الأرضية في 1760-1761، وكان يرتدي الجدران في مذهب والجلود. تم تأثيث الغرف اليوم بأثاث هولندي من القرن السابع عشر.
تحتوي غرفة غرفة الملك على نافذة كبيرة، تقع مباشرة فوق البوابة الرئيسية للقلعة، والتي يمكن للملك من خلالها مراقبة الضيوف الذين يصلون إلى القلعة، بينما يمكن لغرفة الملكة الوصول إلى غرفة برج مقببة تطل على.

### قاعة رقص

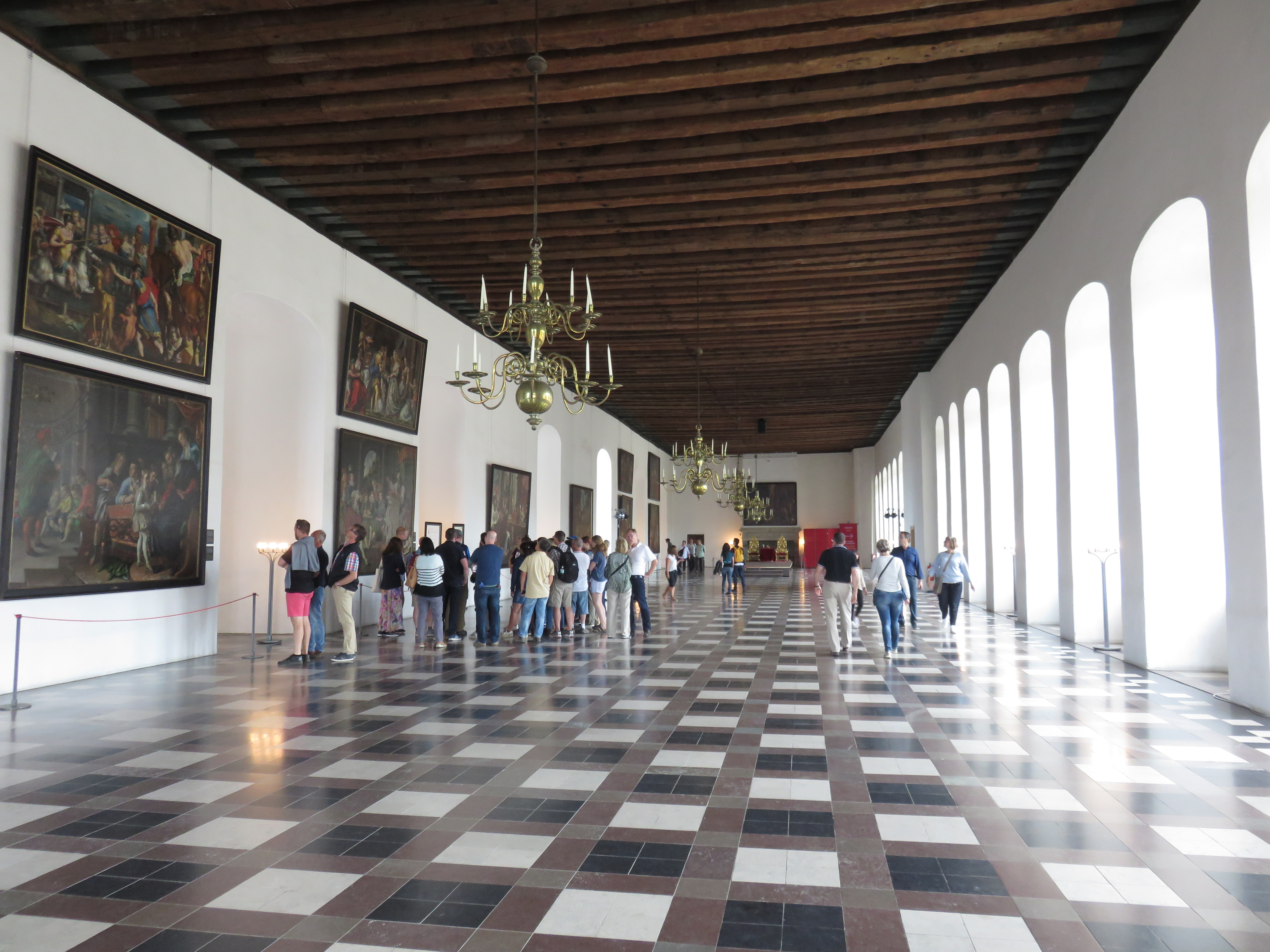
قاعة الاحتفالات الكبرى في عام 2018

كانت قاعة الرقص، التي تبلغ مساحتها 62 × 12 مترًا، أكبر قاعة في شمال أوروبا عندما تم الانتهاء منها في عام 1582. الجدران معلقة بسلسلة من اللوحات الكبيرة التي صنعت في الأصل من 1618 إلى 1631 للقاعة الكبرى بقلعة روزنبورغ في كوبنهاغن. تشمل اللوحات الموجودة في قاعة الاحتفالات: أطفال خارج المدرسة بقلم فرانسيس كلين، مطالبات نسائية بقلم رينهولد تيم، الركوب عند الحلبة لرينهولد تيم، مدرسة للبنين بقلم فرانسيس كلاين، حفل زفاف في كنيسة بقلم فرانسيس كلين، أكاديمية من أجل النبلاء بقلم رينهولد تيم، مأدبة (1622) بواسطة أيزك أيزكس. الطابق الحالي والمدافئ من إعادة البناء في الفترة بين 1924-1938.

### القاعة الصغيرة

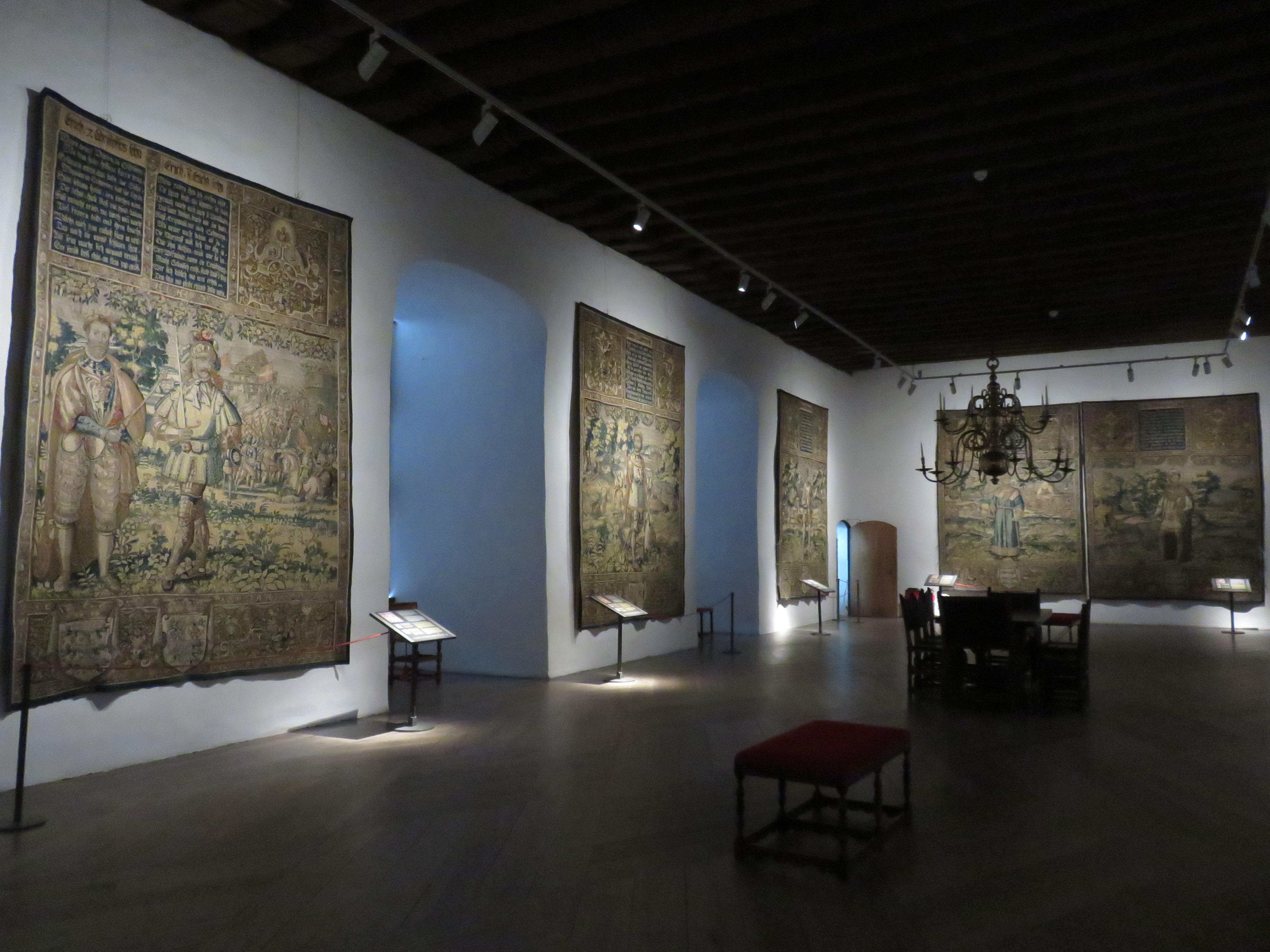
القاعة الصغيرة مع خمسة من المنسوجات السبعة في عام 2018

جدران القاعة الصغيرة مؤثثة بسبعة سجادات أصلها من سلسلة من أربعين قطعة قماشية تصور مائة ملك دنماركي. تشمل التحف نسيج يصور أولوف (1376-1387) ونسيج يصور كنود السادس (1182-1202). تم تكليف المفروشات من قبل فريدريك الثاني حوالي عام 1580. توجد سبعة أقمشة أخرى في المتحف الوطني للدانمارك، بينما فقد الباقي.

### كنيسة صغيرة

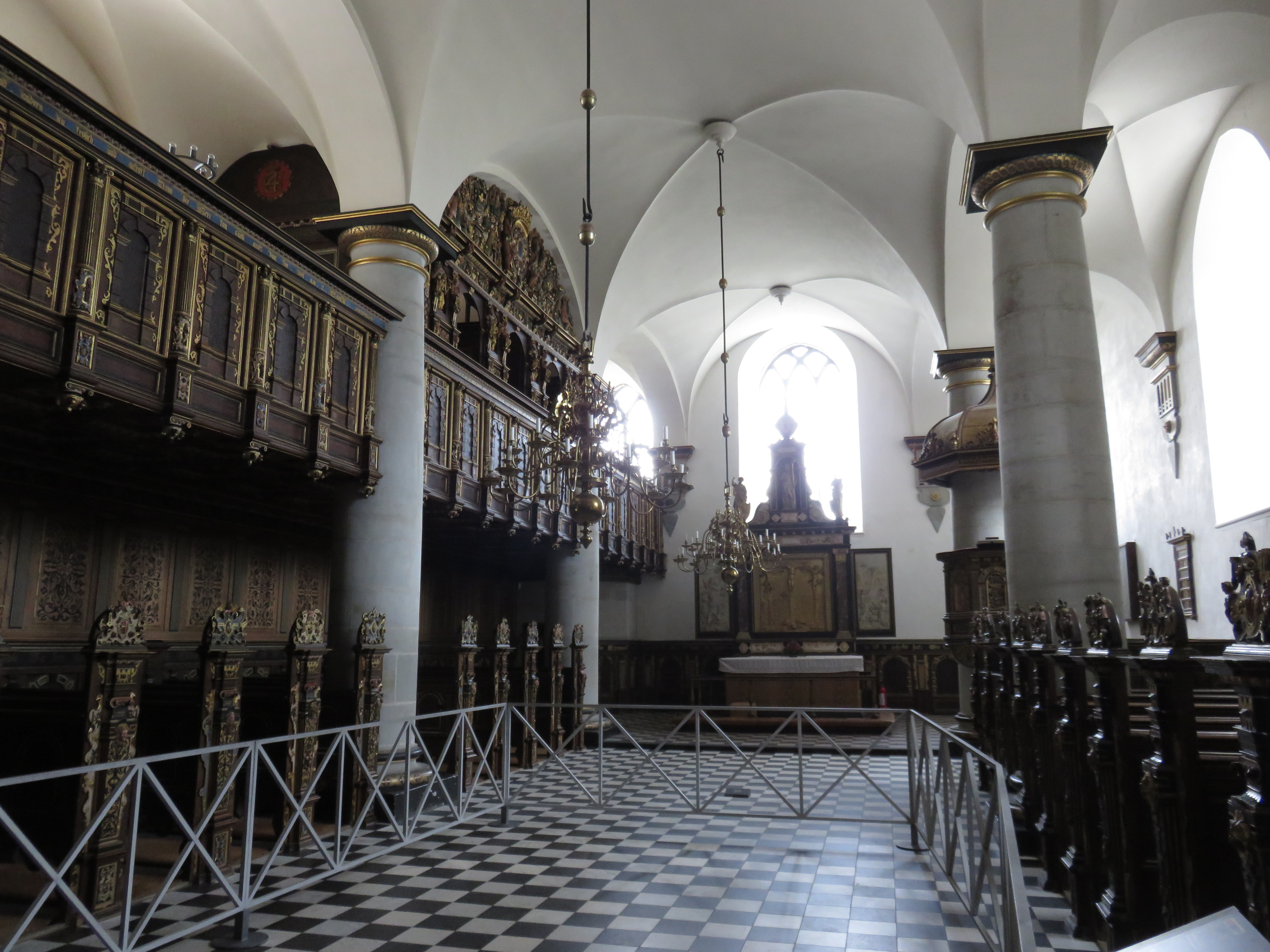
المصلى في عام 2018

تقع الكنيسة في الطابق الأرضي من الجناح الجنوبي وتم افتتاحها عام 1582. في عام 1785، عندما تم تجهيز القلعة لاستخدامها كثكنات للجيش، تم تجهيز الكنيسة كصالة للألعاب الرياضية وقاعة للمبارزة والأثاث المخزن بعيدًا. أعيد تأثيث الكنيسة بالأثاث الأصلي عام 1838 وأعيد تجديدها عام 1843.

## أهمية ثقافية

### قرية
يُعرف كرونبورغ لدى الكثيرين باسم «إلسينور»، موقع مأساة ويليام شكسبير الشهيرة هاملت، أمير الدنمارك، على الرغم من أن «إلسينور» هو في الواقع الاسم المكتوب باللغة الإنجليزية لمدينة هيليسينكور المحيطة. تم أداء هاملت في القلعة لأول مرة للاحتفال بالذكرى المئوية الثانية لوفاة ويليام شكسبير، مع طاقم يتكون من جنود من حامية القلعة. كانت المرحلة في برج التلغراف في الزاوية الجنوبية الغربية للقلعة.
ومنذ ذلك الحين عُرضت المسرحية عدة مرات في الفناء وفي مواقع مختلفة من التحصينات. في وقت لاحق، كان من بين الفنانين الذين لعبوا دور هاملت في القلعة لورانس أوليفييه، وجون جيلجود، وكريستوفر بلامر، وديريك جاكوبي، وديفيد تينانت، وفي عام 2009 جود لو. في عام 2017، قدم هامليتسينن إنتاج ويليام شكسبير هاملت في قلعة كرونبورغ، من إخراج لارس رومان إنجل. لعب دور هاملت من قبل سايرون ملفيل وأوفيليا من قبل ناتالي مادوينو؛ قام بتأليف موسيقى الإنتاج مايك شيريدان.

### اوجير الدنماركي

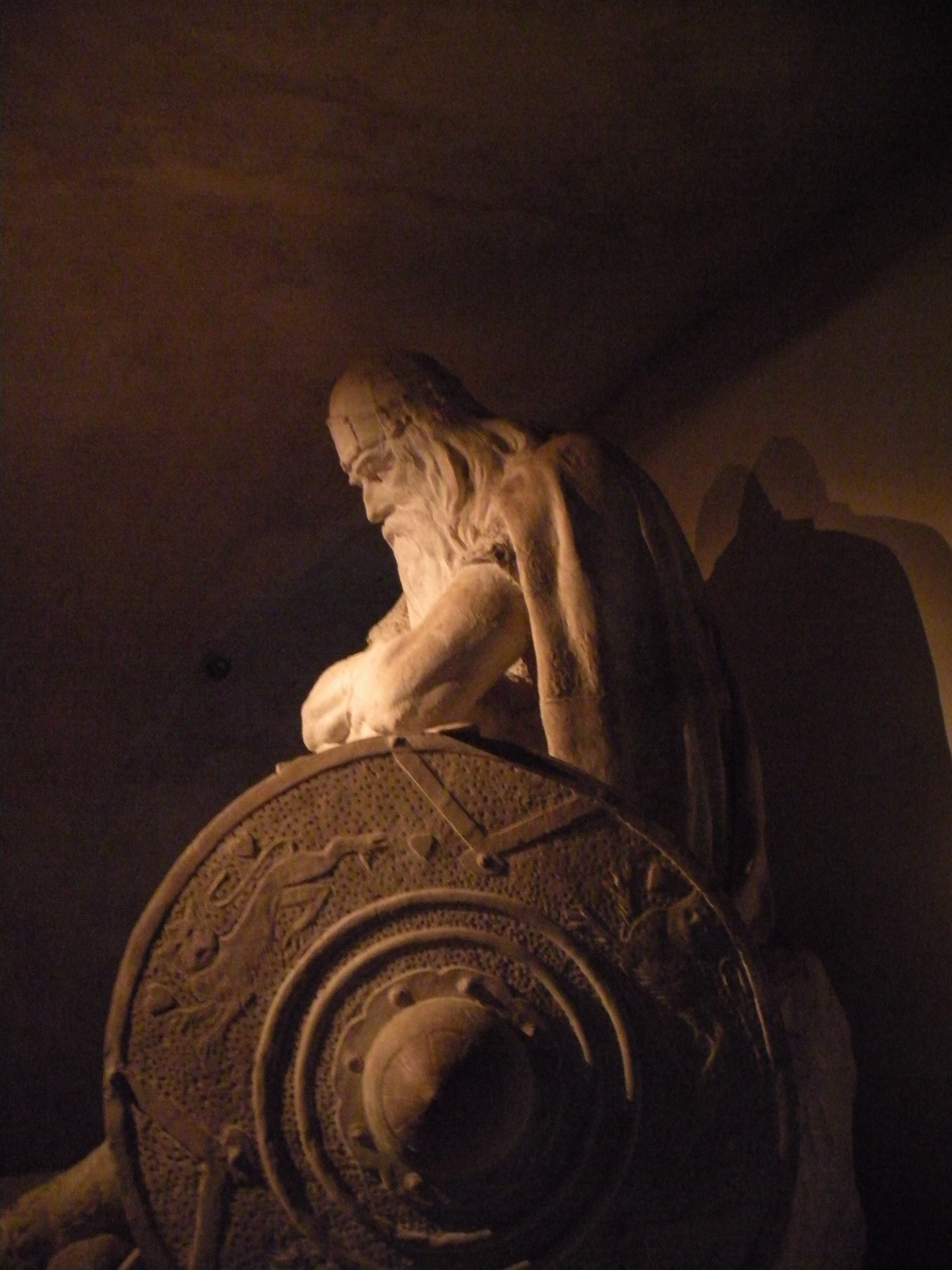
تمثال أوجييه في أكواخ القلعة عام 2010

وفقًا لأسطورة مرتبطة بأسطورة آرثر، تم نقل ملك دنماركي معروف باسم أوجيير الدانماركي (الدنماركي: هولجر دانسكي) إلى أفالون بواسطة مورجان لو فاي. عاد لينقذ فرنسا من الخطر، ثم سافر إلى قلعة كرونبورغ حيث ينام حتى يحتاجه لإنقاذ وطنه. نمت لحيته لتمتد على طول الأرض. تم وضع تمثال لـ اوجير النائم في القلعة.

### ثقافة هاربور كرونبورغ
كولتورهافن كرونبورغ هي مبادرة عام 2013 لتقديم مجموعة متنوعة من الخبرات الثقافية للمقيمين والزوار في هيليسينكور. كولتورهافن كرونبورغ هي مبادرة مشتركة بين قلعة كرونبورغ والمتحف البحري الدنماركي وميناء إلسينور.

### آخر
كانت القلعة مكانًا لمسلسل العطلات المتلفز عيد الميلاد في كرونبورغ (بالإنجليزية: Christmas at Kronborg)‏، والتي تضمنت كلاً من هاملت وهولجر الدنماركي. تمت تسمية 'إلسينور بير' على اسم القلعة ويظهر في شعار ملصق البيرة في الكوميديا «سترينج برو» عام 1983، بطولة ريك مورانيس وديف توماس.

## ملحوظات

### فهرس
- Donnelly، Marian C. (ديسمبر 1984). "Theaters in the Courts of Denmark and Sweden from Frederik II to Gustav III". Journal of the Society of Architectural Historians. ج. 43 ع. 4: 328–340. DOI:10.2307/990041. JSTOR:990041.
- Mikkelsen، Birger (1997). Kronborg. Elsinore: Nordisk Forlag for Videnskab og Teknik. ISBN:978-87-980466-2-2.

## روابط خارجية
- موقع قلعة كرونبورغ نسخة محفوظة 2013-06-25 على موقع واي باك مشين.
- صفحة اليونسكو في قلعة كرونبورغ.
- معرض صور قلعة كرونبورغ.
- رابطة القلاع والمتاحف حول بحر البلطيق.